# St. Oswald (Oberglauheim)

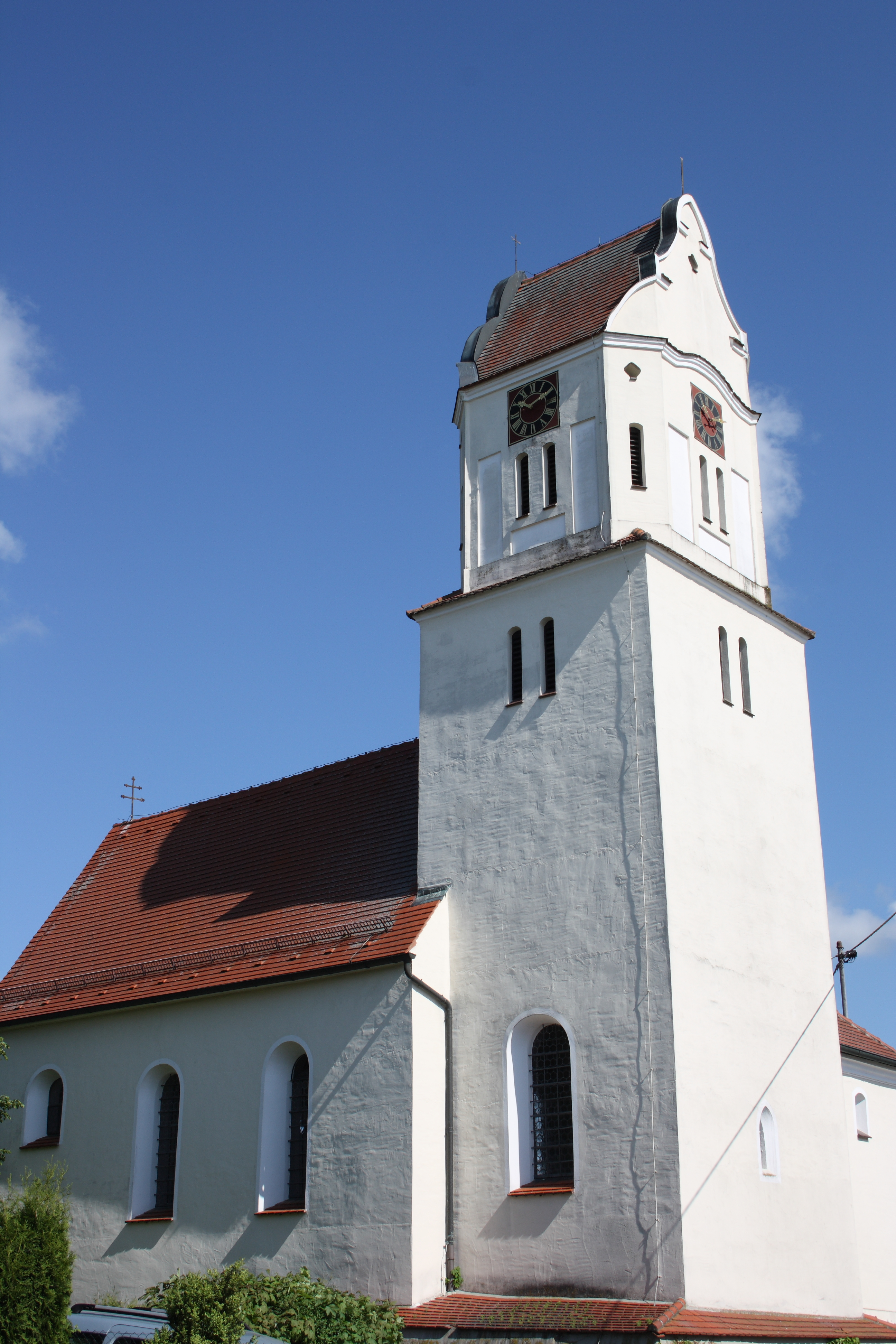
St. Oswald in Oberglauheim

Die römisch-katholische Filialkirche St. Oswald steht in Oberglauheim, einem Stadtteil von Höchstädt an der Donau im schwäbischen Landkreis Dillingen an der Donau von Bayern. Das Bauwerk ist in der Liste der Baudenkmäler in Höchstädt an der Donau als Baudenkmal unter der Nr. D-7-73-139-55 eingetragen. Die Kirche gehört zum Dekanat Dillingen des Bistums Augsburg.

## Beschreibung
Die Saalkirche wurde im Kern im 13./14. Jahrhundert erbaut. Sie besteht aus einem Langhaus und einem Chorturm im Osten, der 1682 nach einem Entwurf von Georg Danner mit einem Geschoss mit abgeschrägten Ecken aufgestockt wurde, das die Turmuhr und den Glockenstuhl beherbergt. Darauf wurde ein Satteldach zwischen Schweifgiebeln gesetzt. Der Innenraum des Langhauses ist mit einer Flachdecke überspannt, der des Chors, d. h. des Erdgeschosses des Chorturms mit einem Kreuzgratgewölbe. Der Stuck im Chor wurde 1773 eingebracht, im Langhaus 1933/34. 1773 entstanden die Fresken und die Deckenmalerei von Joseph Leitkrath.